# Arthur Stace
Arthur Malcolm Stace (* 9. Februar 1885 in Redfern, eine andere Quelle zeigt das Geburtsdatum 14. April 1884; † 30. Juli 1967 in Hammondville, Sydney) war ein australischer Soldat. Er wurde bekannt als Mr Eternity durch seine Eternity-Schriftzüge überall in Sydney.
Schon in jugendlichen Jahren sprach er dem Alkohol zu, bis er in den frühen 1930er Jahren Christ wurde. Da begann er, seine Botschaft zu verbreiten, indem er das Wort "Eternity" (dt. Ewigkeit) ab 1932 bis zu seinem Tod mit gelber Kreide auf die Fußwege in Sydney schrieb. Er wurde eine Legende in der Stadt. Die Geschichte seines Lebens wurde festgehalten in einem Lied, in Büchern, einer Statue, einer Oper und in einem Film.

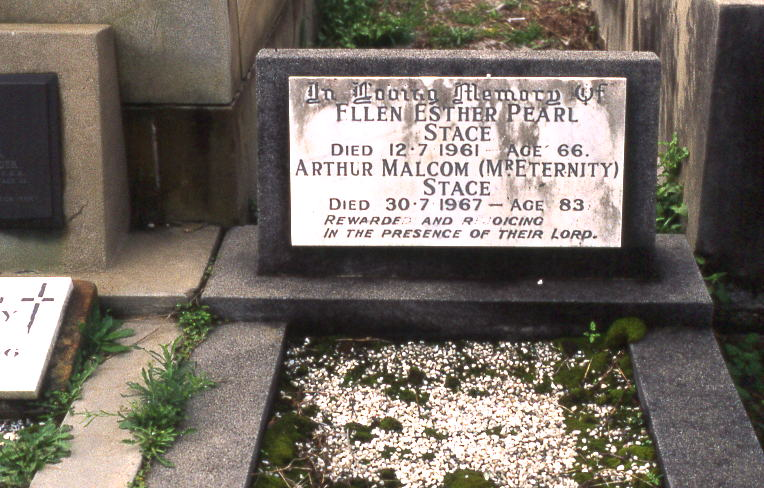
Grab von Arthur Stace

## Frühe Jahre
Stace wurde in Redfern, einem Stadtteil von Sydney, geboren. Er war das fünfte Kind von William Wood Stace aus Mauritius and Laura Stace (geb. Lewis) und wuchs in Armut auf. Um zu überleben stahl er Brot und Milch und suchte im Abfall nach Essensresten. Mit 12 Jahren hatte er nur eine geringe Schulbildung und wurde unter die Obhut des Staates gestellt. Mit 14 arbeitete er in einer Kohlemine. Er kaufte sich Alkohol und wurde schnell Alkoholiker, was ihn immer wieder ins Gefängnis und ins Krankenhaus brachte. In seinen 20er Jahren wurde er ein Kleinkrimineller, lieferte illegal Alkohol an Bordelle und Glückspielstätten und wurde Aufpasser bei einer Einbruchsbande. Im März 1916 schrieb er sich bei der Australian Imperial Force ein und diente im Ersten Weltkrieg in Frankreich und England. Er litt an wiederkehrenden Anfällen von Bronchitis and Pleuritis, was zu seiner Ausmusterung am 2. April 1919 führte. Unter Alkoholeinfluss kam er immer wieder mit dem Gesetz in Konflikt.

## Bekehrung zum Christentum
Nachdem Stace am 6. August 1930 das Evangelium von Jesus Christus von Reverend R. B. S. Hammond an der St Barnabas Anglican Church gehört hatte, bekehrte er sich zum Christentum. Er machte die Erfahrung, dass Jesus stärker war als der Alkohol, und bekam sein Selbstwertgefühl zurück. Sein Leben änderte sich grundlegend und er begann andere heruntergekommene Menschen zu besuchen und an den Straßenecken zu predigen.
Zwei Jahre später am 14. November 1932 hörte er eine Predigt von dem beliebten Prediger John G. Ridley mit dem Titel "The Echoes of Eternity" (dt. Die Echos der Ewigkeit) über Jes 57,15 :

Denn so spricht der Hohe und Erhabene, er wohnt in Ewigkeit, sein Name ist Der Heilige: Als Heiliger wohne ich in der Höhe, aber ich bin auch bei dem Zerschlagenen und dem im Geist Niedrigen, um den Geist der Niedrigen wieder aufleben zu lassen und das Herz der Zerschlagenen neu zu beleben.

Ridleys Worte am Ende der Predigt

"Eternity! Eternity! I wish that I could sound, or shout that word to everyone on the streets. Eternity! Friends, you have got to meet it. Where will you spend Eternity?"

(dt. Ewigkeit! Ewigkeit! Ich wünschte, ich könnte das Wort jedem auf den Straßen klingen lassen oder zurufen. Ewigkeit! Freunde, ihr müsst sie erreichen. Wo werdet ihr die Ewigkeit verbringen?)

ergriffen Stace und er fühlte einen Drang vom Herrn, das Wort "Eternity" weiterzugeben. Nach dem Ende des Gottesdienstes begann er es mit Kreide auf die Straße zu schreiben. Zu seinem eigenen Erstaunen kam es korrekt und in schöner Schreibschrift hervor, obwohl er immer Probleme mit dem Lesen und Schreiben gehabt hatte. Er hielt es für eine Gabe Gottes.
In den nächsten 35 Jahren stand Stace um 4 Uhr auf, verbrachte eine Stunde mit seinem Herrn, trank eine Tasse Tee und ging dann durch die Straßen und schrieb "Eternity", wo immer er sich hingesandt fühlte. Da er frühmorgens schrieb, war er lange Zeit unerkannt und einfach der Eternity-Mann.
1942 heiratete er Ellen Esther "Pearl" Dawson und wohnte mit ihr im Stadtteil Pyrmont. Er beschrieb sich selbst als Missionar.
Das Geheimnis um "Mr Eternity" wurde nach 27 Jahren gelüftet, als Reverend Lisle M. Thompson, der an der Kirche predigte, an der Stace als Hausmeister angestellt war, ihn beim Schreiben beobachtete. Daraufhin veröffentlichte der Sydney Sunday Telegraph Staces Identität in einem Artikel am 21. Juni 1956.
Aufgrund eines Gesetzes gegen das Verunstalten von Gehwegen drohte ihm mehr als zwanzig Mal Haft; seine Verteidigung lautete jedes Mal: "Ich habe die Erlaubnis von einer höheren Quelle".
1963 wurde Stace von Trevor Dallen beim Schreiben fotografiert.
Es wird geschätzt, dass er das Wort 500.000 Mal in seinem Leben schrieb auf Fußwege, Eingänge von Bahnhöfen und wo es ihm sonst passend erschien. Mit seiner Ein-Wort-Predigt wollte er die Menschen zum Nachdenken bewegen, wie sie die Ewigkeit verbringen würden: mit oder ohne Jesus.

## Tod
Nachdem seine Frau Pearl 1961 gestorben war, zog Stace 1965 in ein Pflegeheim im Stadtteil Hammondville. Dort starb er an einem Herzinfarkt am 20. Juli 1967. Er vermachte seinen Körper der Universität Sydney, um anderen damit zu helfen. Zwei Jahre später wurden seine sterblichen Überreste an der Seite seiner Frau im Eastern Suburbs Memorial Park beigesetzt.

## Eternity-Schriftzug

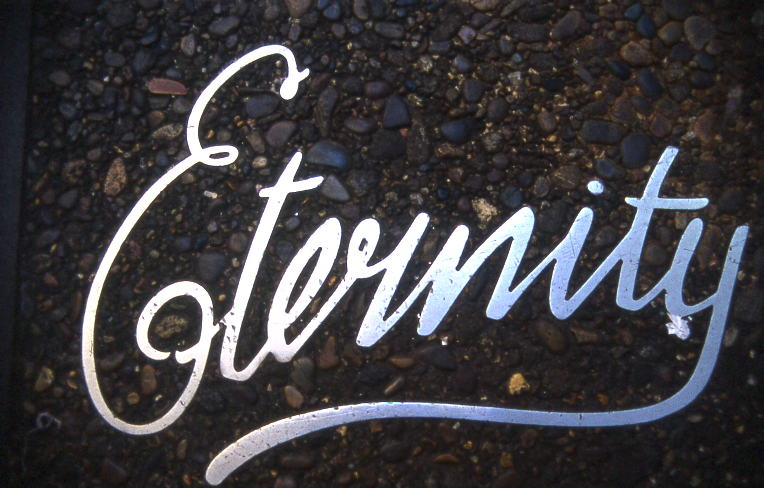
Aluminium-Nachbildung Eternity am Town Hall Square, Sydney

Das National Museum of Australia in Canberra beherbergt eines von nur zwei existierenden original 'Eternity'-Schriftzügen von Stace. Er schrieb es für eine Freundin mit Tafelkreide auf ein Stück Pappe.
In Sydney gibt es einige Stellen, an denen man das Wort lesen kann. Nur die erste ist direkt von Stace:
- Im Inneren der Glocke von Sydneys General Post Office Glockenturm. Aus Furcht vor Zerstörung im Zweiten Weltkrieg war der Turm 1942 abgetragen worden und in den 60er Jahren wieder aufgebaut. Dabei wurde der berühmte Schriftzug in der Glocke entdeckt.[12]
- Auf Staces Grab.[13][14]
- Das Eternity-Café in der Sydney Central Station wurde nach Staces Ein-Wort-Predigt benannt. Über einem Eingang des Bahnhofs steht der Schriftzug.[15]
- Am Town Hall Square. Als man das Gebiet in den 70er Jahren umgestaltete, wurde der Schriftzug zum Andenken an Stace in Aluminium unterhalb eines Wasserfalls auf dem Fußweg angebracht.[10][16]
- Am Eternity Playhouse, ein Theater im Stadtteil Darlinghurst, das zu Staces Ehren so benannt wurde, das frühere Burton Street Tabernacle.[17]

## Vermächtnis

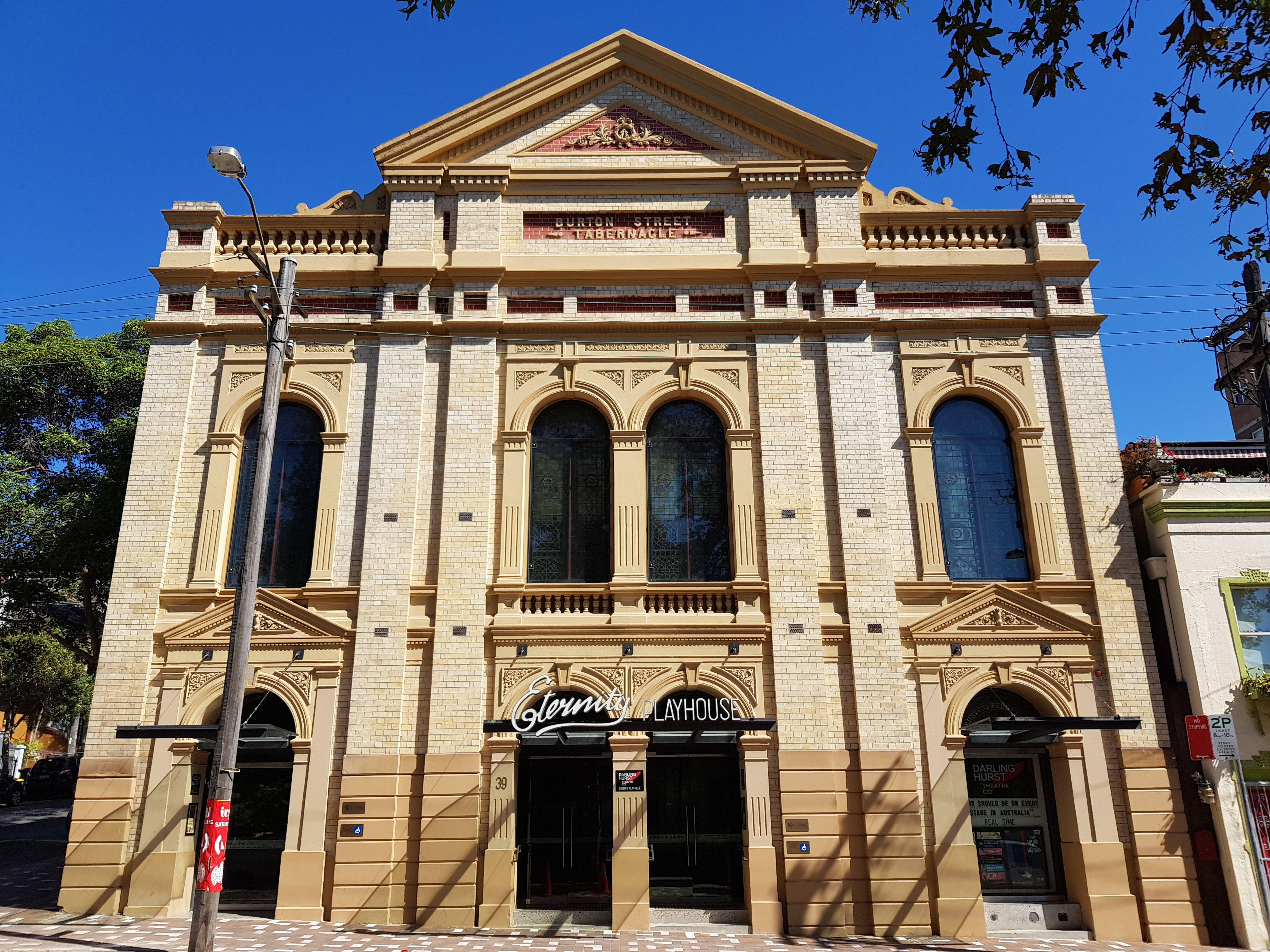
Eternity Playhouse in Darlinghurst.

Nach Staces Tod erlaubte die Verwaltung von New South Wales das Beschreiben der Fußwege mit Kreide. In christlichen Kreisen wird die Bestimmung 'Arthur's Law' (dt. Arthurs Gesetz) genannt.
Das frühere Burton Street Tabernacle im Stadtteil Darlinghurst wurde von der Stadt Sydney restauriert und in ein Theater umgebaut. In Erinnerung an Stace wurde es Eternity Playhouse genannt. Das Gebäude erhielt zwei Architektur-Auszeichnungen.
Zur Würdigung des Mannes, der als Mr Eternity bekannt war, wurde im Zuge der Feierlichkeiten zum Neujahr 2000 die Sydney Harbour Bridge mit dem Wort "Eternity" beleuchtet.
Im Gedenken an Stace schuf Martin Sharp 1990 einen farbigen Siebdruck mit dem Wort "Eternity". Das Werk befindet sich jetzt in der National Gallery of Australia.
The Eternity Man ist eine Oper, die auf Staces Leben basiert und vom australischen Komponisten Jonathan Mills nach einem Libretto von Dorothy Porter geschrieben wurde. Die Uraufführung war 2003 im Almeida Theatre in London. 2007 wurde sie von Julien Temple verfilmt.
Ein Foto von Stace im Hammond Hotel im Stadtteil Chippendale aus den 1930er Jahren wurde 2013 im Buch "Faith in Action: HammondCare" veröffentlicht. Das Buch erzählt die Geschichte der Wohltätigkeitsorganisation.